# Llista de prefixos
Aquesta és una llista de prefixos més usuals en català. Els superíndexs en els prefixos indiquen diferents accepcions del mateix.
| Prefix  | Ètim                      | Significat                                                                    | Exemple | Observacions |  |
| ------- | ------------------------- | ----------------------------------------------------------------------------- | --- | --- |  |
| a-¹     | prep. a                   |                                                                               | abaixar, aclarir; acostumar, apedaçar; allunyar, apropar                                                               | forma verbs a partir d'adjectius, noms i adverbis                                                                                           |  |
| a-²     | llatí ad-                 |                                                                               | acord, adduir, aportar                                                                                                 | altres formes: ad- |  |
| a-3     | grec an-                  | oposició, privat de                                                           | aconfessional, anaeròbic, apolític                                                                                     | variant contextual: amb mots començats per vocal s'utilitza an-                                                                             |  |
| ab-¹    | llatí ab-                 | allunyament, separació                                                        | abdicar, abducció, abscís, absència                                                                                    | altres formes: abs- |  |
| ab-²    |                           | prefix d'unitats electromagnètiques                                           | abampere, abcoulomb, abvolt                                                                                            | |  |
| amfi-   | grec amfi-                | ambdós                                                                        | amfibi, amfibologia | |  |
| an-     |                           |                                                                               | analfabet | |  |
| ana-    | grec ana-                 | a través de, sobre, de nou, enrere, contra                                    | anatomia, anagrama, analogia                                                                                           | |  |
| ante-   | llatí ante-               | anterior                                                                      | antediluvià, antepenúltim, anteposar, antesala                                                                         | sin.: avant-; ant.: post- |  |
| anti-   | grec anti-                | oposat                                                                        | antibiòtic, antiaeri, antidemocràtic                                                                                   | sin.: contra- |  |
| apo-    | grec apó                  | apartat de, destacat, independent, mancat de                                  | apostasia, apòcope, apoenzim                                                                                           | |  |
| avant-  | llatí abante-             | a l'interior de                                                               | avantbraç, avantposar                                                                                                  | sin.: ante-; ant.: post- |  |
| arxi-   | grec archi-               | que mana, que precedeix                                                       | arxiduc, arxifonema; arquebisbe, arquitecte                                                                            | variants: arque-, arqui- |  |
| ben-    | llatí bene-               | bé                                                                            | bendir, benviure; benefactor, beneplàcit                                                                               | variant: bene-, ant.: mal- |  |
| auto-   | grec autós-               | un mateix                                                                     | autodidactic, automòbil                                                                                                | |  |
| bes-¹   | llatí bis                 | dues vegades                                                                  | besavi | sin.:* bi- |  |
| bes-²   | llatí bis, "dues vegades" | valor pejoratiu                                                               | bescanviar, bescomptar                                                                                                 | |  |
| bi-     | llatí bi-                 | dos, dues voltes                                                              | bicicleta, biennal, biplaça                                                                                            | altres formes: bes-¹, bin- en binaural, binocular, i bis- en bisanual, di-                                                                  |  |
| circum- | llatí circum              | al voltant                                                                    | circumferència, circumvolució; circumloqui, circumstància                                                              | |  |
| co-     | prep. cum                 | amb, en companyia de                                                          | col·laborar, coincidir, consogre, coparticipant, comportar                                                             | s'usa co- davant vocal; col- davant l (geminació de la l), cor- davant r; com- davant m i p, con- davant les altres consonants.             |  |
| cat(a)- | grec cata-                | sota                                                                          | cataclisme, càtode | |  |
| contra- | llatí contra-             | nocions d'oposició, complementarietat, neutralització, equilibri; duplicació; | contraatacar, contradir, contraporta, contraobertura; contraalmirall, contramestre;                                    | ant.: pro-; sots-, vice |  |
| de-     | prep. de                  | separació, abaixament                                                         | deflagració, degradació, deportar                                                                                      | |  |
| des-    | prep. en                  | separació; acció contrària; negació                                           | desfer, desforestar, deslligar, descansar, desordre; difusió, disposar                                                 | variants.: di-, dis-; antònim de des-: re-                                                                                                  |  |
| di(a)-  | grec dia-                 | a través                                                                      | diàfan, diagrama | |  |
| en-     | prep. en                  | posar, convertir                                                              | empobrir, ennegrir; emboçar, enllustrar; endarrerir, endinsar                                                          | actua com a-¹; davant b, m i p la n s'escriu m                                                                                              |  |
| en-     | llatí inde-               | punt de partida en l'espai o el temps                                         | endur-se, enfilar-se, emportar-se (verbs de moviment)                                                                  | altres formes: em davant p |  |
| endo-   | grec endo-                | dintre, a l'interior                                                          | endogàmia | |  |
| eso-    | grec eso-                 | dins de                                                                       | esotèric, estropia | |  |
| ex-     | llatí ex-                 | cap a fora, des de                                                            | elaborar, emanar, erradicar, exonerar, expropiar, estirar, eixorellar                                                  | altres formes: e-; es- (aquest també amb el valor de fer tornar X), eix-; antònim: in-                                                      |  |
| ex(o)-  | grec exo-                 | fora, a l'exterior                                                            | exotèrmic, exocèntric, exoenzim                                                                                        | ant.: endo- |  |
| extra-  | llatí extra-              | fora de; sense, llevat de; molt                                               | extramurs, extraordinari, extrapolació                                                                                 | |  |
| eu-     | grec eu-                  | bo                                                                            | eufemisme, eufòria | |  |
| hemi-   | grec hemi-                | mig, meitat                                                                   | hemiplegia, hemisferi                                                                                                  | |  |
| hiper-  | grec hipér-               | excés, preeminència                                                           | hipercrític, hipertensió                                                                                               | sin.: ultra-; ant.: hipo- |  |
| hipo-   | grec hipo-                | inferioritat, subordinació, proximitat                                        | hipòcrita, hipogàstri, hipoglucèmia, hipòtesi                                                                          | sin.: ante-; ant.: hiper- |  |
| fora-   | llatí foras-              | a la part exterior                                                            | foragitar, forassenyat, foravial                                                                                       | |  |
| in-¹    | llatí in-                 | privació, absència                                                            | inhumà, il·legal, innecessari                                                                                          | altres formes per assimilació: il·, im-, ir-                                                                                                |  |
| in-²    | llatí in-                 | dins, que comença                                                             | imposar, inherent, injecció                                                                                            | altres formes per assimilació: il·, im-, ir-                                                                                                |  |
| infra-  | llatí infra-              | sota, situat fora de                                                          | infrasònic, infrahumà                                                                                                  | antònim: supra- |  |
| inter-  | llatí inter-              | entre, reciprocitat                                                           | intercel·lular, intercanviar, entremig                                                                                 | variant: entre- |  |
| intro-  | llatí intra-, intro-      | a l'interior de                                                               | intromissió, intramuscular                                                                                             | variant: intra- |  |
| macro-  | grec makrós-              | gros, gran                                                                    | macroeconomia, macrojudici                                                                                             | |  |
| mal-    | llatí male-               | malament                                                                      | malagraït, malformat, malpensar                                                                                        | ant: ben- |  |
| mega-   | grec mega-                | gran                                                                          | megacòlon, megaconcert                                                                                                 | |  |
| met(a)- | grec meta-                | canvi de, més enllà de                                                        | metabolisme, metallenguatge, metapsíquic                                                                               | |  |
| micro-  | grec mikrós-              | petit                                                                         | microcircuit, microcirurgia, microprocessador                                                                          | |  |
| menys-  | llatí minus-              | disminució                                                                    | menysprear, menystenir, menysvalorar; minusvàlid                                                                       | sin.: minus-; ant.: supra-, hiper- |  |
| mono-   | grec monos                | un                                                                            | monosíl·lab, monòcrom                                                                                                  | sin.: uni-; i altres numerals |  |
| multi-  | llatí multus-             | amb molts de                                                                  | multiforme, multimèdia, multinacional                                                                                  | sin.: pluri-; ant.: mono- |  |
| neo-    | grec néos-                | nou                                                                           | neoclàssic, neolític, neologisme                                                                                       | |  |
| no-     | llatí non-                | el contrari de                                                                | no-beligerància, no-intervenció                                                                                        | sin.: contra- |  |
| pan-    | grec pan-                 | tots                                                                          | pancromàtic, panteisme                                                                                                 | |  |
| par(a)- | grec parà-                | prop de, cap a, contra                                                        | paradigma, paradoxa, paramilitar                                                                                       | variant contextual: par- davant vocal |  |
| pen-    | llatí pen-                | quasi                                                                         | península, penombra | corr.: quasi- |  |
| per-    | llatí per-, pre, pro-     | a través de, durant, superlatiu;                                              | pervenir, perborat; perjudici, perllongar, perjuri                                                                     | |  |
| peri-   | grec peri-                | al voltant                                                                    | periartritis, periflebitis                                                                                             | |  |
| pluri-  | llatí plus-               | amb molts de                                                                  | pluriocupació, plurilingüe                                                                                             | sin.: multi-; ant.: mono- |  |
| poli-   | grec poli-                | amb molts de                                                                  | políclínica, poligàmia                                                                                                 | sin.: pluri-, multi- |  |
| post-   | llatí post-               | després, darrere                                                              | postdata, postoperatori                                                                                                | ant.: ante-, pre |  |
| pre     | llatí pre                 | abans                                                                         | preàmbul, preconcebut, premonició                                                                                      | sin.: ante-; ant.: post- |  |
| pro-    | llatí pro-                | abans, davant, a favor de; en representació de                                | prooxidant, procomunista; procònsol                                                                                    | ant.: anti- |  |
| pro-    | grec pro-                 | a favor de                                                                    | proenzim, progàmeta | |  |
| prop-   | llatí prope-              | pròxim                                                                        | propdit, propparent, propvinent                                                                                        | |  |
| proto-  | grec 'proto-              | primer, principal                                                             | protozou, protohistòria                                                                                                | |  |
| pseudo- | grec pseudo-              | fals                                                                          | pseudònim, pseudoproblema                                                                                              | |  |
| quasi-  | llatí quasi-              | com si fos, en certa manera                                                   | quasicontracte, quasidelicte                                                                                           | |  |
| re-     | llatí re-                 | de nou                                                                        | reconstruir, redefinir, rehabilitació                                                                                  | |  |
| retro-  | llatí retro-, intro-      | darrere, endarrere, enrere                                                    | retrovenda, retroprojector, rereguarda, reüll                                                                          | variants: rere-, re- (grafia abandonada: rera-); ant.: pro-                                                                                 |  |
| semi-   | llatí -semi               | mig                                                                           | semicercle, semidesnatat                                                                                               | |  |
| sin-    | grec sin-                 | junts                                                                         | síl·laba, sinalefa, simpatia, endogàmia                                                                                | var. contextuals: sil-, sim- |  |
| sota-   | llatí subtus-             | davall, a sota de                                                             | sotavent, sotabosc, sotsarrendador, sotsdirector                                                                       | variant: sots-; sin.: vice- i variants, sub-                                                                                                |  |
| sub-    | llatí sub-                | sota                                                                          | subdesenvolupat, submarí, subestació, subsector; suportar, suspendre, succeir, suscitar, suggerir; socórrer, sostreure | variants per assimilació: su- i sus davant p, suc- i sus davant c (llatí [k]), sug- davant g; variants per evolució: so-, sos-; sin.: sots- |  |
| super-  | llatí super-              | més enllà, en abundància                                                      | superheroi, sobreviure, superabundància, supermercat                                                                   | variant per evolució: sobre-; sin. ocasional: supra-                                                                                        |  |
| supra-  | llatí supra-              | sobre                                                                         | suprarenal, supraconductor                                                                                             | sin.: ocasional: sobre |  |
| sus-    | llatí sursum-             | amunt, cap a dalt                                                             | dessusdit, susdit, suara, suallà, suaquí                                                                               | variant: dessus-, su- |  |
| trans-  | llatí trans-, tra-        | enllà de, a través de, canvi                                                  | transatlàntic, transportar, trametre, transmetre; traspassar, traslluir,; travessar, trabucar                          | variant contextual: tras- davant [v], [m], [p], [k], [t] i lateral palatal; tra- davant consonant sonora; ant.: cis-                        |  |
| ultra-  | llatí ultra-              | més enllà de, en grau extrem                                                  | ultrapassar, ultraviolat, ultrasònic; ultraconservador, ultralleuger                                                   | sin.: super-, supra- |  |
| uni-    | llatí unus-               | format per un                                                                 | unifamiliar, unidimensional                                                                                            | sin.: mono-; ant.: multi-, pluri- |  |
| vice-   | llatí uice                | qui ocupa un càrrec en absència del detentor                                  | vicerector, visrei, virrei, vescomte                                                                                   | variants: vis-, vi-, ves- |  |